# Т-100 (тяжёлый танк)
Т-100 (в ряде документов также Изделие 100 или просто 100) — опытный советский двухбашенный тяжёлый танк конца 1930-х годов. Один из последних советских танков многобашенной компоновки. Вместе с близким к нему по характеристикам экспериментальным двухбашенным тяжёлым танком СМК и опытным образцом тяжёлого танка КВ-1, Т-100 проходил фронтовые испытания в боях на «Линии Маннергейма» в ходе Финской войны. По итогам испытаний на вооружение танк принят не был и серийно не выпускался. База Т-100 использовалась для разработки ряда экспериментальных тяжёлых САУ, в частности СУ-100-Y.

## История создания
В 1938 году двумя ленинградскими КБ были разработаны очень близкие друг к другу проекты нового тяжёлого танка с противоснарядным бронированием, предназначенного для замены Т-35. Кировский завод в лице СКБ-2 предложил машину СМК. Второй проект, получивший название Т-100, был разработан в КБ ленинградского завода Опытного машиностроения № 185 им С. М. Кирова под руководством С. А. Гинзбурга. Ведущим конструктором машины был Э. Ш. Полей. В целом Т-100 был однотипен танку СМК и отличался от последнего в основном типом подвески и вооружением. В течение 1938 года все согласования и рассмотрения в комиссиях и инстанциях проекты СМК и Т-100 проходили одновременно. Как и СМК, Т-100 первоначально проектировался трёхбашенным с установкой 76-мм пушки в главной башне и двух 45-мм танковых пушек образца 1934 года в двух малых башнях. Но при принятой толщине брони 60 мм масса машины не должна была превышать 55—57 тонн, поэтому число башен было уменьшено до двух.
(Существует легенда, что решение о сокращении числа башен принял лично И. В. Сталин, который снял заднюю башню с представленного ему макета СМК и заявил: «Нечего превращать танк в броненосец!» Другой вариант — Сталин спросил, сняв с макета башню: «Сколько такая башня весит?» «Семь тонн», — ответили ему. «Так вот возьмите эти семь тонн и лучше укрепите броню!»)
В январе 1939 года чертежи Т-100 и СМК были переданы в производство. В соответствии с постановлением Комитета Обороны при СНК СССР, опытный образец Т-100 должен был быть изготовлен к 1 июня 1939 года, однако его изготовление затянулось на два месяца — опытный образец был полностью собран только 31 июля 1939 года и принят комиссией для проведения полигонных испытаний, объединённых с заводскими. Предполагалось, согласно программе АВТУ РККА, закончить испытания 3 января 1940 года, но в связи с началом советско-финской войны было решено дальнейшую проверку боевых и ходовых качеств провести в боевых условиях, заменив танковую пушку Л-10 на более совершенную Л-11. Танк был отправлен на фронт и принял первый бой 17 декабря 1939 года в районе финского укрепрайона Хоттинен.

## Описание конструкции
По назначению, компоновочной схеме, общей конструкции и отличительным особенностям Т-100 был идентичен СМК и представлял собой двухбашенный танк классической компоновки с двухъярусным расположением вооружения и противоснарядным бронированием. Однако в деталях танк имел ряд существенных отличий от СМК.

### Корпус
Корпус танка имел коробчатую форму и собирался из листов катаной брони, соединявшихся сваркой, клёпкой и болтами. В центральной части корпуса монтировалась массивная полуконическая подбашенная коробка под главную башню. Бронезащита по сравнению с СМК была несколько слабее — 60 мм, что, тем не менее, обеспечивало танку надёжную защиту от огня существовавшей в то время противотанковой артиллерии (калибром до 47 мм) уже на дистанции 500 м и более.

### Башни
Две литые орудийные башни конической формы располагались одна за другой по продольной оси танка. Размещение башен, и, соответственно, вооружения, двухъярусное. Первый ярус образовывала передняя малая башня с углом горизонтального вращения 245 градусов. Второй ярус занимала центральная главная башня кругового обстрела. На крыше главной башни размещалась командирская башенка (также кругового вращения) со смотровыми щелями по периметру и пулемётом ДТ с возможностью зенитного обстрела.

### Вооружение
Основным вооружением танка являлась 76-мм танковая пушка Л-10 (впоследствии Л-11), размещавшаяся в маске в передней части главной башни. Пушка предназначалась для борьбы в первую очередь с укреплениями и дотами противника, а также небронированными целями, однако имела также удовлетворительную бронепробиваемость. Вспомогательное артиллерийское вооружение состояло из 45-мм танковой пушки 20-К, установленной в малой башне и предназначавшейся для борьбы с бронетехникой. На обоих орудиях использовались телескопические прицелы.
Боекомплект орудий составлял 120 выстрелов для 76-мм орудия и 393 — для 45-мм.
Пулемётное вооружение включало три 7,62-мм пулемёта ДТ, два из которых были спарены с орудиями, а третий размещался в командирской башенке на крыше главной башни и мог использоваться при отражении атак с воздуха.
Боекомплект пулемётов составлял 4284 патрона в 68 дисковых магазинах по 63 патрона в каждом.

### Двигатель
На Т-100 устанавливался V-образный 12-цилиндровый карбюраторный четырёхтактный двигатель ГАМ-34 жидкостного охлаждения мощностью 850 л.с. при 1850 об/мин. Зажигание — от двух магнето.

### Ходовая часть
Подвеска танка — индивидуальная, с листовыми рессорами без амортизаторов.
Ходовая часть применительно к одному борту состояла из восьми двускатных опорных катков с массированными шинами, пяти двускатных обрезиненных поддерживающих катков, ведущего колеса заднего расположения со съёмными зубчатыми венцами и литого направляющего колеса. Механизм натяжения ленивца — винтового типа, управляемый из отделения управления. Зацепление — цевочное. Гусеничные ленты — мелкозвенчатые, с открытым шарниром, пальцы — со стопорными кольцами.

### Устройства связи
Для внешней связи танк оснащался типовой танковой радиостанцией 71-ТК-3. Для внутренней связи имелось переговорное устройство ТПУ на 6 абонентов.

## Испытания и боевое применение
К концу осени 1939 года испытания Т-100 шли полным ходом — танк прошёл свыше 1000 км. После начала 30 ноября 1939 года войны с Финляндией было принято решение отправить танки СМК, Т-100 и КВ-1 в действующую армию для испытания боем в условиях фронта. Перед отправкой на фронт вооружение Т-100 было изменено — вместо 76-мм пушки Л-10 была установлена более мощная пушка Л-11 того же калибра.
Танки были сведены в отдельную роту тяжёлых танков и приданы 90-му танковому батальону 20-й тяжёлой танковой бригады, воевавшей на «Линии Маннергейма».
Экипаж Т-100 в первом бою:
1. командир танка лейтенант Астахов Михаил Петрович;
2. артиллерист Артамонов;
3. артиллерист Козлов;
4. радист Смирнов;
5. водитель Плюхин Афанасий Дмитриевич;
6. запасной водитель Дрожжин Василий Агапович;
7. моторист Капланов Владимир Иванович;
8. Каштанов В. И.

19 декабря 1939 года отдельная рота тяжёлых танков вместе с остальными частями 90 брн 20 тбр пошла в наступление в районе Сумма — Хоттинен. Танки батальона успешно наступали и продвинулись за линию финских дотов, где СМК подорвался на мине. Экипаж Т-100 пытался при помощи своего танка отбуксировать СМК, однако успехом эти попытки не увенчались. После этого Т-100, встав рядом с СМК и прикрывая его усиленным артиллерийским и пулемётным огнём, обеспечил эвакуацию экипажа из подбитого танка — по аварийным люкам в днищах машин экипаж СМК перебрался внутрь Т-100. При этом танк получил по меньшей мере семь попаданий снарядами 37-мм и 47-мм противотанковых пушек с расстояния менее 500 м, но броня ни разу не была пробита.
В том же бою у Т-100 заглох двигатель — произошёл срез резьбы регулировочной муфты магнето. Однако механик-водитель танка смог, используя один магнето вместо двух, завести мотор снова и продолжить выполнение задачи.
После этого боя Т-100 был отправлен в тыл для ремонта двигателя и вернулся в действующую армию 18 февраля 1940 года. С этого дня и до окончания военных действий Т-100 действовал в составе 20-й (22.02 — 01.03) и 1-й (11.03 — 13.03) танковых бригад. За это время танк прошёл 155 км, получил 14 попаданий снарядами противотанковых орудий (6 — в левый борт, 3 — в нишу главной башни, 3 — в левую гусеницу и по одному — в маску 45-мм пушки и левый ленивец). Во всех случаях броня не была пробита. Всего к 1 апреля 1940 года Т-100 прошёл 1745 км, из них 315 км — во время боёв на Карельском перешейке.
После окончания Финской войны Т-100 вернулся обратно на завод, где был полностью заменён двигатель и произведён лёгкий ремонт танка.
Летом 1940 года танк был передан для хранения в Кубинку. После начала Великой Отечественной войны машина была эвакуирована сначала в Казань, а затем — в Челябинск, где Т-100 был передан в распоряжение опытного завода № 100. На заводе танк пробыл до конца войны, а дальше его следы теряются. По некоторым данным, до середины 1950-х годов Т-100 стоял на заднем дворе Челябинского танкового училища, а затем, видимо, пошёл в переплавку. Впрочем, по другим данным, танк до конца войны не дожил — в конце 1943 года он вместе с Т-29, КВ-7 и рядом других опытных образцов бронетехники был порезан на металл.

## Оценка машины
В отчёте по полигонным испытаниям Т-100, датированном 22 февраля 1940 года, отмечалось, что танк Т-100 полностью соответствует заданным тактико-техническим характеристикам. В качестве недостатков отмечалась нестабильная работа системы охлаждения, слабая надёжность вентилятора, неудачная конструкция сеток охлаждения. Также рекомендовалось доработать механизмы управления коробкой передач и усилить конструкцию бортовых фрикционов. Как достоинство отмечалось наличие пневматической системы управления танком.
Несмотря на общее соответствие танка выдвигаемым требованиям, комиссией было признано нецелесообразным рекомендовать Т-100 к принятию на вооружение, поскольку танк КВ превосходил его по основным тактико-техническим характеристикам.
Вместе с тем, КБ «родного» для Т-100 завода № 135 считало, что танк должен был быть рекомендован к принятию на вооружение, так как являлся машиной иного класса по сравнению с КВ. Отчасти это соответствовало действительности — Т-100 был в основном штурмовым танком и мог быть использован для установки более мощного штурмового вооружения, такого как 152-мм и 130-мм пушки, тогда как более многофункциональный КВ мог нести только 76-мм орудие. Однако к мнению инженеров не прислушались и Т-100 так и не был принят на вооружение.
Правда, попытка усилить вооружения Т-100 всё же была предпринята. В январе 1940 года заместитель наркома обороны командарм 1-го ранга Г. И. Кулик дал соответствующее указание. Предполагалось установить на танк 152-мм гаубицу М-10, способную эффективно бороться с надолбами. В марте 1940 года для Т-100 была изготовлена новая башня с гаубицей М-10, которую предполагалось установить на танк вместо имевшейся. Получившаяся модификация должна была носить индекс Т-100-Z. Однако вместо этой машины на вооружение был принят танк КВ-2. 
В целом Т-100 был достаточно удачной машиной. Танк в принципе соответствовал оперативно-тактическим взглядам по его применению. Бронирование танка также соответствовало предъявленным требованиям, а вооружение позволяло вести массированный и маневренный круговой огонь одновременно в различных направлениях. По всем показателям Т-100 существенно превосходил Т-35. Однако танк имел и такие типичные для многобашенных танков недостатки, как большой размер, многочисленность экипажа и сложность в производстве. Как и СМК, Т-100 представлял собой необходимую ступень на пути от тяжёлых танков многобашенной компоновки к тяжёлым танкам нового типа — таким как КВ-1.

## Нереализованные проекты машин на базе Т-100
- Т-100-X — тяжёлая САУ, вооружённая 130-мм морской пушкой Б-13-IIс в неподвижной рубке (во многом сходна с СУ-100-Y).
- Т-100-V — тяжёлый танк артиллерийской поддержки. Вооружение: 203-мм гаубица-пушка Б-4 во вращающейся башне.
- Т-100-Z — тяжёлый танк артиллерийской поддержки. Вооружение: 152-мм гаубица М-10Т и 45-мм пушка 20К в двух башнях.
- Объект 0-50 — тяжёлый танк прорыва. Вооружение: 76-мм пушка Л-11 и 45-мм пушка 20К в одной башне.
- Объект 103 — тяжёлый танк береговой обороны со 130-мм пушкой Б-13-IIс во вращающейся башне.

## Т-100 в массовой культуре

### Компьютерные игры
- Talvisota: Ледяной ад